# Lotario Rangoni
Lotario Rangoni Machiavelli (né le 27 juillet 1913 à Florence et mort le 2 octobre 1942 à Pistoia) était un pilote de course automobile italien.

## Biographie
Descendant de familles de la noblesse modenaise (Rangoni) et florentine (Machiavelli), Lotario Rangoni s'installe très jeune à Spilamberto, près de Modène, où il dirige la ferme familiale.
Il se distingue dans de nombreuses courses automobiles avec Fiat Balilla et Alfa Romeo et conduisit la première des Ferrari (Mode 815). Lotario était aussi un passionné d'aviation et devient, durant la Seconde Guerre mondiale, pilote d'essai. Il meurt à Pistoia, le 2 octobre 1942, lors du test d'un nouvel avion.

## Sources
- (en) Cet article est partiellement ou en totalité issu de l’article de Wikipédia en anglais intitulé « Lotario Rangoni » (voir la liste des auteurs).